# Полуметаллы
Полумета́лл (металло́ид) — химический элемент, который по своим свойствам занимает промежуточное положение между металлами и неметаллами. Не существует стандартного определения металлоидов и полного согласия относительно того, какие элементы можно считать ими. Несмотря на отсутствие специфики, этот термин всё ещё используется в профильной литературе.
Шесть общепризнанных металлоидов — бор, кремний, германий, мышьяк, сурьма и теллур. Реже к ним добавляют пять элементов: углерод, алюминий, селен, полоний и астат. В стандартной периодической таблице все одиннадцать элементов находятся в диагональной области p-блока, располагающийся от бора вверху слева до астата внизу справа. В некоторых периодических таблицах есть разделительная линия между металлами и неметаллами, и металлоиды находятся рядом с этой линией.
Типичные металлоиды имеют металлический вид и относительно хорошо проводят электричество, но хрупки и в химическом отношении ведут себя в основном как неметаллы. Они также могут образовывать сплавы с металлами. Большинство других их физических и химических свойств имеют промежуточный характер. Полуметаллы обычно слишком хрупкие, чтобы их можно было использовать в качестве материалов для несущих конструкций. Они и их соединения используются в сплавах, биологических агентах, катализаторах, антипиренах, стёклах, оптических накопителях и оптоэлектронике, пиротехнике, полупроводниках и электронике.
Электрические свойства кремния и германия позволили создать полупроводниковую промышленность в 1950-х годах и разработать твердотельную электронику с начала 1960-х годов.
Термин «металлоид» первоначально относился к неметаллам. Его более современное значение, как категория элементов с промежуточными или гибридными свойствами, получило широкое распространение в 1940—1960 годах. Металлоиды иногда называют полуметаллами, но эта практика не приветствуется, поскольку термин «полуметалл» имеет разное значение в физике и в химии. В физике термин относится к определённому типу электронной зонной структуры вещества. В этом контексте только мышьяк и сурьма являются полуметаллами и обычно считаются металлоидами.

## Определения

### Обзор мнений
Металлоид — это элемент, у которого преобладают промежуточные свойства между металлами и неметаллами или представляют собой смесь свойств металлов и неметаллов, и поэтому его трудно классифицировать как металл или неметалл. Это общее определение, основанное на характеристиках металлоидов, постоянно цитируемых в литературе. Сложность категоризации выступает как ключевой атрибут. Большинство элементов имеют смесь металлических и неметаллических свойств и могут быть классифицированы в зависимости от того, какой набор свойств более выражен. Только элементы на границе или рядом с ней, не имеющие достаточно чётко выраженных металлических или неметаллических свойств, классифицируют как металлоиды.
Бор, кремний, германий, мышьяк, сурьма и теллур обычно считают металлоидами. В зависимости от автора, в список иногда добавляют один или несколько элементов: селен, полоний или астат. Иногда бор исключают сам по себе или вместе с кремнием. Иногда теллур не считают металлоидом. Включение сурьмы, полония и астата в качестве металлоидов подвергалось сомнению.
Другие элементы также иногда относят к металлоидам. Эти элементы включают водород, бериллий, азот, фосфор, серу, цинк, галлий, олово, йод, свинец, висмут и радон. Термин металлоид также используется для элементов, которые обладают металлическим блеском и электропроводность и являются амфотерными, таких как мышьяк, сурьма, ванадий, хром, молибден, вольфрам, олово, свинец и алюминий. Постпереходные металлы и неметаллы (такие как углерод или азот), которые могут образовывать сплавы с металлами или изменять их свойства, также иногда рассматривают как металлоиды.

### На основе критериев
| Элемент | IE (ккал/моль) | IE (кДж/моль) | EN   | Зонная структура |
| --- | -------------- | ------------- | ---- | ---------------- |
| Бор | 191            | 801           | 2,04 | полупроводник    |
| Кремний | 188            | 787           | 1,90 | полупроводник    |
| Германий | 182            | 762           | 2,01 | полупроводник    |
| Мышьяк | 226            | 944           | 2,18 | полуметалл       |
| Сурьма | 199            | 831           | 2,05 | полуметалл       |
| Теллур | 208            | 869           | 2,10 | полупроводник    |
| среднее значение | 199            | 832           | 2,05 |                  |
| Элементы, обычно называемые металлоидами, и их энергии ионизации (IE), электроотрицательности (EN, пересмотренная шкала Полинга) и электронные зонные структуры (наиболее термодинамически стабильные формы в условиях окружающей среды). |                |               |      |                  |

Не существует ни общепринятого определения металлоида, ни разделения периодической таблицы на металлы, металлоиды и неметаллы; Хоукс поставил под сомнение возможность установления конкретного определения, отметив, что аномалии можно обнаружить в нескольких попытках дать такое определение. Классификация элемента как металлоида была описана Шарпом как «произвольная».
Количество и качества металлоидов зависят от того, какие критерии классификации используются. Эмсли выделил четыре металлоида (германий, мышьяк, сурьму и теллур); Джеймс и др. перечислили двенадцать (к списку Эмсли добавились бор, углерод, кремний, селен, висмут, полоний, московий и ливерморий). В среднем в такие списки входят семь элементов; но отдельные схемы классификации, как правило, имеют общие основания и различаются по неточно опредёленным границам.
Обычно используют один количественный критерий, такой как электроотрицательность, металлоиды определяют по значениям электроотрицательности от 1,8 или 1,9 до 2,2. Дополнительные примеры включают эффективность упаковки (доля объёма в кристаллической структуре, занятая атомами) и соотношение критериев Голдхаммера — Герцфельда. Общепризнанные металлоиды имеют эффективность упаковки от 34 % до 41 %. Отношение Голдхаммера — Герцфельда, примерно равное кубу атомного радиуса, делённого на молярный объём — простая мера того, насколько металлический этот элемент. Признанные металлоиды имеют отношения примерно от 0,85 до 1,1 и в среднем 1,0. Другие авторы полагались, например, на атомную проводимость или объёмное координационное число.
Джонс, писавший о роли классификации в науке, заметил, что «[классы] обычно определяются более чем двумя атрибутами». Мастертон и Словински использовали три критерия для описания шести элементов, обычно называемых металлоидами: металлоиды имеют энергию ионизации около 200 ккал/моль (837 кДж/моль) и значения электроотрицательности, близкие к 2,0. Они также сказали, что металлоиды обычно являются полупроводниками, хотя сурьма и мышьяк (полуметаллы с точки зрения физики) имеют электрическую проводимость, приближающуюся к проводимости металлов. Предполагается, что селен и полоний не входят в эту схему, в то время как статус астата остаётся неопределенным.
В этом контексте Вернон предположил, что металлоид — это химический элемент, который в своём стандартном состоянии имеет:
- электронную зонную структуру полупроводника или полуметалла;
- промежуточный первый потенциал ионизации «(скажем, 750—1000 кДж/моль)»;
- промежуточную электроотрицательность (1.9-2.2)[70].

### Расположение
Металлоиды находятся по обе стороны от разделительной линии между металлами и неметаллами. Их можно найти в различных конфигурациях в некоторых периодических таблицах. Элементы в нижнем левом углу обычно демонстрируют усиление металлических свойств; элементы в правом верхнем углу отображают усиление неметаллического поведения. При представлении в виде обычной ступенчатой лестницы элементы с наивысшей критической температурой для своих групп (Li, Be, Al, Ge, Sb, Po) располагаются чуть ниже линии.
Диагональное расположение металлоидов представляет собой исключение из наблюдения, что элементы с аналогичными свойствами имеют тенденцию располагаться в вертикальных группах. Такой эффект подобия можно увидеть в других диагональных сходствах между некоторыми элементами и их нижними правыми соседями, в частности, литий-магний, бериллий-алюминий и бор-кремний. Рейнер-Кэнхэм утверждает, что это сходство распространяется на пары углерод-фосфор, азот-сера и на три серии d-блоков.
Это исключение возникает из-за конкурирующих горизонтальных и вертикальных тенденций в свойствах зависящих от заряда ядер. С изменением периода заряд ядра растёт с атомным номером, как и количество электронов. Дополнительное притяжение внешних электронов по мере увеличения заряда ядра обычно перевешивает экранирующий эффект наличия большего количества электронов. Таким образом, за исключением нескольких контрпримеров атомы становятся меньше, энергия ионизации увеличивается, и в зависимости от периода наблюдается постепенное изменение характера свойств от сильно металлических к слабо металлическим или от слабо неметаллических к сильно неметаллическим элементам. В основной группе эффект увеличения заряда ядра обычно перевешивается влиянием дополнительных электронов, находящихся дальше от ядра. Обычно атомы становятся больше, энергия ионизации падает, а металлический характер свойств увеличивается. Конечный эффект состоит в том, что положение переходной зоны металл-неметалл смещается вправо при движении вниз по группе и аналогичные сходства диагональных элементов наблюдаются в других частях периодической таблицы, как уже отмечалось выше.

### Альтернативные определения
Элементы, граничащие с разделительной линией металл-неметалл, не всегда классифицируются как металлоиды, поскольку бинарная классификация может облегчить установление правил для определения типов связей между металлами и неметаллами. В таких случаях заинтересованные авторы учитывают один или несколько представляющих интерес атрибутов для принятия решения о классификации, а не озабочены маргинальным характером рассматриваемых элементов. Их соображения могут быть явными или нет, а иногда могут казаться произвольными. Металлоиды могут быть сгруппированы с металлами; или считаются неметаллами; или рассматривается как подкатегория неметаллов. Другие авторы предлагают классифицировать некоторые элементы как металлоиды, «подчёркивая, что свойства изменяются постепенно, а не скачкообразно по мере того, как происходит переход вдоль по строкам периодической таблицы или вниз по столбцам». Некоторые периодические таблицы различают элементы, которые являются металлоидами, и не показывают формальной границы между металлами и неметаллами. Металлоиды вместо этого показаны как находящиеся в диагональной полосе или диффузной области. Ключевым моментом является объяснение контекста используемой таксономии.

## Характеристики
Металлоиды обычно выглядят как металлы, но ведут себя в основном как неметаллы. Физически они представляют собой блестящие, хрупкие твёрдые вещества с промежуточной или относительно хорошей электропроводностью и электронной зонной структурой полуметалла или полупроводника. В химическом отношении они в основном ведут себя как (слабые) неметаллы, имеют промежуточные энергии ионизации и значения электроотрицательности, а также амфотерные или слабокислые оксиды. Они могут образовывать сплавы с металлами. Большинство других их физических и химических свойств имеют промежуточный характер.

### Сравнение с металлами и неметаллами
Характерные свойства металлов, металлоидов и неметаллов сведены в таблицу. Физические свойства перечислены в порядке простоты определения; химические свойства варьируются от общих к частным, а затем к описательным.
| Физическая характеристика  | Металлы                                                                                 | Металлоиды | Неметаллы                                                                     |
| -------------------------- | --------------------------------------------------------------------------------------- | --- | ----------------------------------------------------------------------------- |
| Форма                      | твёрдые; немного жидкостей при комнатной температуре или около неё (Ga, Hg, Rb, Cs, Fr) | твёрдые | большинство газообразных                                                      |
| Проявление                 | блестящие (по крайней мере, на сколах)                                                  | блестящие | несколько бесцветных; другие цветные, или от металлического серого до чёрного |
| Упругость                  | обычно эластичные, пластичные, податливые (в твёрдом состоянии)                         | хрупкий | хрупкие, если твердые                                                         |
| Электрическая проводимость | от хорошей до высокой                                                                   | от средней до хорошей | от плохой к хорошей                                                           |
| Зонная структура           | металлическая (Bi = полуметаллическая)                                                  | являются полупроводниками или, в противном случае (As, Sb — полуметаллами), существуют в полупроводниковых формах        | полупроводники или изоляторы                                                  |
| Химическая характеристика  | Металлы                                                                                 | Металлоиды | Неметаллы                                                                     |
| Общее химическое поведение | металлическое                                                                           | неметаллическое | неметаллическое                                                               |
| Энергия ионизации          | относительно низкая                                                                     | промежуточные энергии ионизации обычно находящиеся между металлами и неметаллами                                         | относительно высокая                                                          |
| Электроотрицательность     | обычно низкая                                                                           | имеют значения электроотрицательности, близкие к 2 (пересмотренная шкала Полинга) или в диапазоне 1,9-2,2 (шкала Аллена) | высокая                                                                       |
| При смешивании с металлами | дают сплавы                                                                             | могут образовывать сплавы                                                                                                | образуют ионные или межузельные соединения                                    |
| Оксиды                     | низшие оксиды основные; высшие оксиды становятся всё более кислыми                      | амфотерные или слабокислые                                                                                               | кислые                                                                        |

Приведённая выше таблица отражает гибридную природу металлоидов. Свойства формы, внешнего вида и поведения при смешивании с металлами больше похожи на металлы. Упругость и общее химическое поведение больше похожи на неметаллы. Электропроводность, зонная структура, энергия ионизации, электроотрицательность и оксиды занимают промежуточное положение между ними.

## Общие приложения
Основное внимание в этом разделе уделяется признанным металлоидам. Элементы, реже относящиеся к металлоидам, обычно классифицируются как металлы или неметаллы; некоторые из них включены сюда для сравнения.
Металлоиды слишком хрупки, чтобы иметь какое-либо инженерное применение в чистом виде. Они и их соединения используются в качестве (или в) легирующих компонентов, биологических агентов (токсикологических, пищевых и медицинских), катализаторов, антипиренов, стекла (оксидного и металлического), оптических носителей информации и оптоэлектронике, пиротехнике, полупроводниках и электронике.

### Сплавы
При исследовании интерметаллических соединений британский металлург Сесил Деш заметил, что «некоторые неметаллические элементы способны образовывать соединения с металлами отчётливо металлического характера, и поэтому эти элементы могут входить в состав сплавов». Он отнёс кремний, мышьяк и теллур, в частности, к веществам, образующим сплавы. Филлипс и Уильямс предположили, что соединения кремния, германия, мышьяка и сурьмы с постпереходными металлами, «вероятно, лучше всего классифицировать как сплавы».
Среди более лёгких металлоидов широко представлены сплавы с переходными металлами. Бор может образовывать интерметаллиды и сплавы с такими металлами состава MnB, если n > 2. Ферробор (15 % бора) используется для введения бора в сталь; никель-борные сплавы входят в состав сплавов для сварки и цементирующих составов для машиностроительной промышленности. Сплавы кремния с железом и алюминием широко используются в сталелитейной и автомобильной промышленности соответственно. Германий образует множество сплавов, в первую очередь с металлами для чеканки.
Более тяжёлые металлоиды в сплавах обладают похожими свойствами. Мышьяк может образовывать сплавы с металлами, включая платину и медь; его также добавляют в медь и её сплавы для улучшения коррозионной стойкости и, по-видимому, даёт те же преимущества при добавлении к магнию. Сурьма хорошо известна как компонент сплавов, используемых при чеканке металлов. Её сплавы включают пьютер (сплав олова с содержанием сурьмы до 20 %) и типографский сплав (сплав свинца с содержанием сурьмы до 25 %). Теллур легко сплавляется с железом в виде ферротеллура (50—58 % теллура) и с медью в виде теллурида меди (40—50 % теллура). Ферротеллур используется для стабилизации углерода при литье стали. Из неметаллических элементов, реже называемых металлоидами, селен в форме ферроселена (50—58 % селена) используется для улучшения обрабатываемости нержавеющих сталей.

### Биологические агенты
Все шесть элементов, обычно называемых металлоидами, обладают токсичными, диетическими или лечебными свойствами. Особенно токсичны соединения мышьяка и сурьмы; бор, кремний и, возможно, мышьяк являются важными микроэлементами. Бор, кремний, мышьяк и сурьма находят применение в медицине, и считается, что у германия и теллура есть аналогичный потенциал.
Бор используется в инсектицидах и гербицидах. Это важный микроэлемент. Как и борная кислота, он обладает антисептическими, противогрибковыми и противовирусными свойствами.
Кремний присутствует в силатране, высокотоксичном родентициде. Длительное вдыхание кварцевой пыли вызывает силикоз — смертельное заболевание лёгких. Кремний — важный микроэлемент. Силиконовый гель можно наносить на сильно обгоревшую кожу, чтобы уменьшить рубцевание.
Соли германия потенциально опасны для людей и животных при длительном проглатывании. Существует интерес к фармакологическому действию соединений германия, но пока нет лицензированных лекарств.
Мышьяк, как известно, ядовит и может быть важным элементом в ультраследовых количествах. Во время Первой мировой войны обе стороны использовали средства для чихания и рвоты на основе мышьяка, чтобы заставить вражеских солдат снять противогазы, прежде чем проводить атаку ипритом или фосгеном во втором залпе". Он использовался в качестве фармацевтического агента с древних времён, в том числе для лечения сифилиса до разработки антибиотиков. Мышьяк также входит в состав меларсопрола — лекарственного препарата, используемого для лечения африканского трипаносомоза человека или сонной болезни. В 2003 году триоксид мышьяка (под торговым названием Trisenox) был повторно представлен для лечения острого промиелоцитарного лейкоза — рака крови и костного мозга. Мышьяк в питьевой воде, вызывающий рак лёгких и мочевого пузыря, был связан со снижением смертности от рака груди.
Металлическая сурьма относительно нетоксична, но большинство соединений сурьмы ядовиты. Два соединения сурьмы, стибоглюконат натрия и стибофен, используются в качестве противопаразитарных препаратов.
Элементарный теллур не считается особо токсичным; при введении двух граммов теллурата натрия возможен смертельный исход. Люди, подвергшиеся воздействию небольшого количества переносимого по воздуху теллура, источают неприятный стойкий запах чеснока. Двуокись теллура использовалась для лечения себорейного дерматита; другие соединения теллура использовались в качестве противомикробных агентов до разработки антибиотиков. В будущем, возможно, потребуется заменить этими соединениями антибиотики, которые стали неэффективными из-за устойчивости бактерий.
Из элементов, которые реже называют металлоидами, выделяются бериллий и свинец, обладающие токсичностью; арсенат свинца широко используется в качестве инсектицида. Сера — один из старейших фунгицидов и пестицидов. Важными питательными веществами являются фосфор, сера, цинк, селен и йод, а также алюминий, олово и свинец. Сера, галлий, селен, йод и висмут находят применение в медицине. Сера входит в состав сульфаниламидных препаратов, которые до сих пор широко используются при таких состояниях, как акне и инфекции мочевыводящих путей. Нитрат галлия используется для лечения побочных эффектов рака; цитрат галлия — радиофармацевтический препарат, облегчающий визуализацию воспалённых участков тела. Сульфид селена используется в лечебных шампунях и для лечения кожных инфекций, таких как отрубевидный лишай. Йод используется как дезинфицирующее средство в различных формах. Висмут входит в состав некоторых антибактериальных средств.

### Катализаторы
Трифторид и трихлорид бора используются в качестве катализаторов в органическом синтезе и электронике; трибромид используется в производстве диборана. Нетоксичные борные лиганды могут заменить токсичные фосфорные лиганды в некоторых катализаторах на основе переходных металлов. Кремнеземная серная кислота (SiO2OSO3H) используется в органических реакциях. Диоксид германия иногда используется в качестве катализатора в производстве ПЭТ пластика для контейнеров; более дешёвые соединения сурьмы, такие как триоксид или триацетат, чаще используются для тех же целей несмотря на опасения по поводу загрязнения сурьмой продуктов питания и напитков. Триоксид мышьяка использовался в производстве природного газа для ускорения удаления диоксида углерода, также как и селеновая и теллуровая кислоты. Селен действует как катализатор у некоторых микроорганизмов. Теллур, его диоксид и его тетрахлорид являются сильными катализаторами окисления углерода воздухом при температурах выше 500 °C. Оксид графита может использоваться в качестве катализатора при синтезе иминов и их производных. Активированный уголь и оксид алюминия использовались в качестве катализаторов для удаления примесей серы из природного газа. Легированный титаном алюминий был идентифицирован как заменитель дорогих катализаторов из благородных металлов, используемых в производстве промышленных химикатов.

### Антипирены
В качестве антипиренов используются соединения бора, кремния, мышьяка и сурьмы. Бор в форме буры использовался в качестве антипирена для текстиля, по крайней мере, с XVIII века. Соединения кремния, такие как силиконы, силаны, силсесквиоксан, диоксид кремния и силикаты, некоторые из которых были разработаны как альтернативы более токсичным галогенированным соединениям, могут значительно улучшить огнестойкость пластмассовых материалов. Соединения мышьяка, такие как арсенит натрия или арсенат натрия, являются эффективными антипиренами для древесины, но используются реже из-за их токсичности. Триоксид сурьмы — антипирен. Гидроксид алюминия используется в качестве антипирена для древесного волокна, резины, пластика и текстиля с 1890-х годов. Помимо гидроксида алюминия, использование антипиренов на основе фосфора — в форме, например, органофосфатов — теперь превосходит любые другие типы антипиренов. В них используются соединения бора, сурьмы или галогенированных углеводородов.

### Стёкла
Оксиды B2O3, SiO2, GeO2, As2O3 и Sb2O3 легко образуют стёкла. TeO2 образует стекло, но для этого требуется «героическая скорость закалки» или добавление примесей; в противном случае получается кристаллическая форма. Эти соединения используются в химической, бытовой и промышленной посуде и в оптике. Триоксид бора используется в качестве добавки к стекловолокну и также является компонентом боросиликатного стекла, широко используемого для изготовления лабораторной посуды и домашней посуды из-за его низкого теплового расширения. Самая обычная посуда сделана из диоксида кремния. Диоксид германия используется в качестве добавки к стекловолокну, а также в инфракрасных оптических системах. Триоксид мышьяка используется в стекольной промышленности в качестве обесцвечивающего и осветляющего агента (для удаления пузырьков) как и триоксид сурьмы. Диоксид теллура находит применение в лазерной и нелинейной оптике.
Аморфные металлические стёкла обычно легче всего приготовить, если один из компонентов представляет собой металлоид или «почти металлоид», такой как бор, углерод, кремний, фосфор или германий . Помимо тонких плёнок, осаждённых при очень низких температурах, первым известным металлическим стеклом был сплав состава Au75Si25, о котором сообщалось в 1960 году. В 2011 году сообщалось о металлическом стекле, имеющем ранее не наблюдаемые прочность и ударную вязкость, с составом Pd82,5P6Si9,5Ge2.
Фосфор, селен и свинец, которые реже называют металлоидами, также используются в стёклах. Фосфатное стекло имеет подложку из пятиокиси фосфора (P2O5), а не кремнезёма (SiO2) как для обычных силикатных стекол. Его используют, например, для изготовления натриевых газоразрядных ламп. Соединения селена можно использовать как в качестве обесцвечивающих агентов, так и для придания стеклу красного цвета. Декоративная посуда из традиционного свинцового стекла содержит не менее 30 % оксида свинца (II) (PbO); свинцовое стекло, используемое для защиты от жёсткого излучения, может содержать до 65 % PbO. Стекла на основе свинца также широко используются в электронных компонентах, материалах для эмалирования, герметизации и остекления, а также в солнечных элементах. Оксидные стёкла на основе висмута стали менее токсичной заменой свинцу во многих из этих сфер применения.

### Оптическая память и оптоэлектроника
Различные составы GeSbTe («сплавы GST») и Sb2Te легированные Ag и In («сплавы AIST»), являющиеся примерами материалов с фазовым переходом, широко используются в перезаписываемых оптических дисках и устройствах памяти с изменением фазового состояния. Под воздействием тепла они могут переключаться между аморфным (стеклообразным) и кристаллическим состояниями. Изменение оптических и электрических свойств можно использовать для хранения информации. Будущие приложения для GeSbTe могут включать сверхбыстрые, полностью твердотельные дисплеи с пикселями нанометрового масштаба, полупрозрачные «умные» очки, «умные» контактные линзы и устройства с искусственной «сетчаткой».

### Пиротехника
Признанные металлоиды имеют либо пиротехническое применение, либо связанные с ними свойства. Обычно встречаются бор и кремний; они действуют как металлическое топливо. Бор используется в составах для пиротехнических инициаторов (для воспламенения других трудно инициируемых веществ) и в составах замедленного действия, которые горят с постоянной скоростью. Карбид бора был определён как возможная замена более токсичным смесям бария или гексахлорэтана в дымовых боеприпасах, сигнальных ракетах и фейерверках. Кремний, как и бор, входит в состав смесей инициатора и замедлителя. Легированный германий может действовать как термитное топливо с регулируемой скоростью горения. Трисульфид мышьяка As2S3 использовался в старых военно-морских сигнальных огнях; в салют, чтобы сделать белые звезды; в смесях с жёлтой дымовой завесой; и в составах инициатора. Трисульфид сурьмы Sb2S3 содержится в фейерверках для белого света, а также в смесях, создающих вспышки и громкие звуки. Теллур использовался в смесях замедленного действия и в составах инициатора капсюля-детонатора.
Углерод, алюминий, фосфор и селен применяются аналогично. Углерод в виде чёрного пороха является составной частью ракетного топлива для фейерверков, разрывных зарядов и смесей для звуковых эффектов, а также взрывателей замедленного действия и воспламенителей военного назначения. Алюминий является обычным пиротехническим ингредиентом и широко используется из-за его способности генерировать свет и тепло в том числе в термитных смесях. Фосфор можно найти в дыму и зажигательных боеприпасах, в бумажных колпачках, используемых в игрушечных пистолетах, и в хлопушках для вечеринок. Селен использовался так же, как теллур.

### Полупроводники и электроника
Все элементы, обычно называемые металлоидами (или их соединениями), используются в полупроводниковой или твердотельной электронной промышленности.
Некоторые свойства бора ограничивают его использование в качестве полупроводника. Он имеет высокую температуру плавления, монокристаллы относительно трудно получить, а введение и удержание контролируемых примесей затруднено.
Кремний — ведущий коммерческий полупроводник; он составляет основу современной электроники (включая стандартные солнечные элементы) и информационных и коммуникационных технологий. Это случилось несмотря на то, что исследования полупроводников в начале 20 века считались «физикой грязи» и не заслуживали пристального внимания.
Германий в прошлом был основным материалом для производства радиоэлектронных приборов: германиевые транзисторы и диоды были одними из первых широко выпускавшихся полупроводниковых приборов. Позже с развитием техпроцессов на основе кремния, производство и применение таких приборов практически прекращено, поскольку кремний значительно дешевле, более эластичен и работоспособен при более высоких рабочих температурах, более удобен в техпроцессах изготовления микроэлектроники. В настоящее время германий применяется в некоторых техпроцессах в качестве добавки, позволяющей создавать гетероструктуры и изменять структуру кремния. В частности, он применяется в кремний-германиевом (SiGe)-техпроцессе для изготовления микроволновых монолитных интегральных схем (MMIC), в котором германий непосредственно добавляется в некоторые слои гетероструктурных биполярных транзисторов (HBT), способных работать на сверхвысоких частотах. Особым преимуществом такого техпроцесса является возможность интеграции MMIC в систему на кристалле, содержащую цифровые узлы на стандартной кремниевой CMOS-логике. Изготовленные по данному техпроцессу изделия применяются в устройствах беспроводной связи. Подвижность электронов в сплаве SiGe более чем в десять раз выше, чем в кремнии, и в пять раз выше, чем в германии, и, как полагают, имеет потенциал для оптоэлектронных и измерительных приложений. Кроме того, германий используется для создания в интегральных схемах так называемого напряжённого кремния в истоках и стоках p-канальных МОП-транзистороров, что ускоряет скорость их переключения. В 2014 году сообщалось о разработке анода на основе германиевой проволоки, который более чем вдвое увеличивает ёмкость литий-ионных батарей. В том же году Ли и др. сообщили, что бездефектные кристаллы графена, достаточно большие для использования в электронике, могут быть выращены на германиевой подложке и удалены с неё.
Мышьяк и сурьма не являются полупроводниками в своём стандартном состоянии. Оба образуют полупроводники типа III—V (такие как GaAs, AlSb или GaInAsSb), в которых среднее количество валентных электронов на атом такое же, как у элементов подгруппы углерода. Эти соединения предпочтительны для использования в некоторых специальных областях. Нанокристаллы сурьмы могут поспособствовать замене литий-ионных батарей более мощными ионно-натриевыми батареями.
Теллур, который в своём обычном состоянии является полупроводником, используется в основном как компонент в полупроводниковых халькогенидах типа AIIBVI; которые используются в электрооптике и электронике. Теллурид кадмия (CdTe) используется в солнечных модулях из-за его высокой эффективности преобразования, низких производственных затрат и ширины запрещённой зоны 1,44 эВ, что позволяет ему поглощать излучение в широком диапазоне длин волн. Теллурид висмута (Bi2Te3), легированный селеном и сурьмой, является компонентом термоэлектрических устройств, используемых для охлаждения или в портативной энергетике.
Пять металлоидов — бор, кремний, германий, мышьяк и сурьма — можно найти в сотовых телефонах (наряду с как минимум 39 другими металлами и неметаллами). Ожидается, что теллур также найдёт такое применение. Из менее известных металлоидов фосфор, галлий (в частности) и селен находят применение в полупроводниковой технологии. Фосфор используется в следовых количествах в качестве легирующей примеси для полупроводников n-типа. В коммерческом использовании соединений галлия преобладают полупроводники — в интегральных схемах, сотовых телефонах, лазерных диодах, светодиодах, фотодетекторах и солнечных элементах. Селен используется в производстве солнечных элементов и в высокоэнергетических устройствах защиты от перенапряжения.

В составе топологических изоляторов можно найти бор, кремний, германий, сурьму и теллур, а также более тяжёлые металлы и металлоиды, такие как Sm, Hg, Tl, Pb, Bi и Se. Это сплавы или соединения, которые при ультрахолодных температурах или комнатной температуре (в зависимости от их состава) являются металлическими проводниками на их поверхности, но изоляторами в обхъёме. Арсенид кадмия Cd3As2 при температуре около 1 К представляет собой дираковский полуметалл — объёмный электронный аналог графена, в котором электроны эффективно перемещаются в виде безмассовых частиц. Считается, что эти два класса материалов имеют потенциальные приложения для квантовых вычислений.

## Номенклатура и история
Слово металлоид происходит от латинского Metallum («металл») и греческого oeides («сходный по форме или внешнему виду»). Другие названия также иногда используются как синонимы, хотя многие из них имеют другие значения, которые не обязательно взаимозаменяемы: амфотерный элемент, граничный элемент, полуметалл, полуметаллический ферромагнетик, почти металл, метаметалл, полупроводник, полуметалл и субметалл. «Амфотерный элемент» иногда используется в более широком смысле, включая переходные металлы, способные образовывать оксианионы, такие как хром и марганец. Полуметаллический ферромагнетик — используется в физике для обозначения соединения (такого как диоксид хрома) или сплава, который может действовать как ферромегнетик и изолятор. «Мета-металл» иногда используется вместо обозначения определённых металлов (Be, Zn, Cd, Hg, In, Tl, β-Sn, Pb), расположенных слева от металлоидов в стандартных периодических таблицах. Эти металлы в основном диамагнитны и имеют тенденцию к образованию искажённой кристаллической структуры, более низким значениям электропроводности, чем у металлов, и амфотерных (слабоосновным) оксидов. Термин «полуметалл» иногда свободно или явно относится к металлам с неполным металлическим характером кристаллической структуры, электропроводности или электронной структуры. Примеры включают галлий, иттербий, висмут и нептуний. Названия амфотерный элемент и полупроводник являются проблематичными, поскольку некоторые элементы, называемые металлоидами, не демонстрируют заметных амфотерных свойств (например, висмут) или полупроводниковых (полоний) в их наиболее стабильных формах.

### Происхождение и использование
Происхождение и употребление термина «металлоид» запутано. Его происхождение основывается на попытках, начиная с древности, описать металлы и провести различие между их обычными и менее типичными формами. Впервые он был использован в начале 19 века для обозначения металлов, плавающим в воде (натрий и калий), а затем, более широко, к неметаллам. Более раннее использование в минералогии для описания минерала, имеющего металлический внешний вид, можно проследить ещё до 1800 года. С середины 20-го века он используется для обозначения промежуточных или пограничных химических элементов. Международный союз теоретической и прикладной химии (IUPAC) ранее рекомендовал отказаться от термина металлоид и предложил вместо него использовать термин полуметалл. Использование этого последнего термина совсем недавно было признано неприемлемым Аткинсом и др., поскольку в физике он имеет другое значение—то, которое более конкретно относится к электронной зонной структуре вещества, а не к общей классификации элемента. Самые последние публикации IUPAC по номенклатуре и терминологии не содержат никаких рекомендаций по использованию терминов «металлоид» или «полуметалл».

## Элементы, обычно называемые металлоидами
Свойства, указанные в этом разделе, относятся к элементам в их наиболее термодинамически стабильной форме в условиях окружающей среды.

### Бор
Чистый бор представляет собой блестящее серебристо-серое кристаллическое вещество. Он менее плотный, чем алюминий (2,34 против 2,70 г/см3), а также твёрдый и хрупкий. Он практически не реагирует при нормальных условиях с другими химическими веществами, за исключением фтора и имеет температуру плавления 2076 °C (ср. сталь ~1370 ° С). Бор — полупроводник; его электропроводность при комнатной температуре составляет 1,5 × 10−6 См•см−1 (примерно в 200 раз меньше, чем у водопроводной воды), а ширина запрещённой зоны составляет примерно 1,56 эВ. Менделеев заметил, что «Бор появляется в свободном состоянии в нескольких формах, которые занимают промежуточное положение между металлами и неметаллами».
В структурной химии бора преобладают его небольшой размер атома и относительно высокая энергия ионизации. При наличии только трёх валентных электронов на атом бора простая ковалентная связь не может соответствовать правилу октетов. Металлическая связь является обычным результатом среди более тяжёлых конгенеров бора, но для этого обычно требуются низкие энергии ионизации. Вместо этого из-за его небольшого размера и высокой энергии ионизации основной структурной единицей бора (и почти всех его аллотропов) является икосаэдрический кластер B12.. Из 36 электронов, связанных с 12 атомами бора, 26 находятся на 13 делокализованных молекулярных орбиталях; остальные 10 электронов используются для образования двух- и трёхцентровых ковалентных связей между икосаэдрами. Тот же мотив, как и дельтаэдрические варианты или фрагменты, можно увидеть в боридах и гидридных производных металлов и в некоторых галогенидах.
Химическая связь в боре демонстрирует промежуточное поведение между металлами и неметаллическими твёрдыми веществами с ковалентной сетью (такими как алмаз). Энергия, необходимая для преобразования B, C, N, Si и P из неметаллического в металлическое состояние, была оценена как 30, 100, 240, 33 и 50 кДж/моль соответственно. Это указывает на близость бора к границе металл-неметалл.
Большая часть химии бора имеет неметаллическую природу. В отличие от более тяжёлых конгенеров, он не может образовывать простой катион B3+ или гидратированный ион [B(H2O)4]3+. Малый размер атома бора обеспечивает получение многих интерстициальных боридных сплавов. Аналогия между бором и переходными металлами отмечена в образовании комплексов и аддуктов (например, BH3 + CO → BH3CO и, аналогично, Fe(CO)4 + CO → Fe(CO) 5), а также в геометрической и электронной структурах кластеров, таких как [B6H6]2- и [Ru6(CO)18]2-. Водная химия бора характеризуется образованием множества различных полиборат-анионов. Учитывая высокое отношение заряда к размеру, бор ковалентно связывается почти во всех своих соединениях' исключением являются бориды, поскольку они включают, в зависимости от их состава, ковалентные, ионные и металлические связывающие компоненты. Простые бинарные соединения, такие как трихлорид бора, являются кислотами Льюиса, поскольку образование трёх ковалентных связей оставляет дыру в октете, которая может быть заполнена электронной парой, предоставленной основанием Льюиса. Бор имеет сильное сродство к кислороду и достаточно обширный химический состав боратов. Оксид B2O3 является полимерным по структуре, слабокислотным и образует стекло. Металлоорганические соединения бора известны с 19 века (см. Борорганические соединения).

### Кремний
Кремний представляет собой твёрдое кристаллическое вещество с серо-голубым металлическим блеском. Как и у бора, его плотность меньше (2,33 г/см3), чем у алюминия, а также он обладает твёрдостью и хрупкостью. Это относительно инертный элемент. Согласно Рохову массивная кристаллическая форма (особенно в чистом виде) «удивительно инертна по отношению ко всем кислотам, включая фтористоводородную». Менее чистый кремний и его порошкообразная форма по-разному чувствительны к воздействию сильных или горячих кислот, а также пара и фтора. Кремний растворяется в горячих водных щёлочах с выделением водорода, как и металлы такие как бериллий, алюминий, цинк, галлий или индий. Плавится при 1414 °C. Кремний — это полупроводник с электропроводностью 10 −4 См • см−1 и шириной запрещённой зоны около 1,11 эВ. Когда он плавится, кремний становится более металлическим с электропроводностью 1,0-1,3 · 104 См • см−1, аналогично жидкой ртути.
Химия кремния обычно неметаллическая (ковалентная) по своей природе. Об образовании катиона неизвестно. Кремний может образовывать сплавы с такими металлами, как железо и медь. Он демонстрирует меньшую тенденцию к анионному поведению, чем обычные неметаллы. Химический состав его раствора характеризуется образованием оксианионов. Высокая прочность связи кремний-кислород определяет химическое поведение кремния. Полимерные силикаты, состоящие из тетраэдрических звеньев SiO4, соединённые посредством разделяющих их атомов кислорода, являются наиболее распространёнными и важными соединениями кремния. Полимерные бораты, содержащие связанные тригональные и тетраэдрические звенья BO3 или BO4, построены на аналогичных структурных принципах. Оксид SiO2 является полимерным по структуре, слабокислотным и образует стекло. Традиционная металлоорганическая химия включает углеродные соединения кремния (см. Кремнийорганический).

### Германий
Германий — блестящее серо-белое твёрдое вещество. Он имеет плотность 5,323 г/см3, твёрдый и хрупкий. Он в основном химически инертен при комнатной температуре, но медленно разрушается горячей концентрированной серной или азотной кислотой. Германий также реагирует с расплавом каустической соды с образованием германата натрия Na2GeO3 и газообразного водорода. Плавится при 938 °C. Германий — это полупроводник с электропроводностью около 2 × 10 −2. См • см −1 и запрещённая зоной 0,67 эВ. Жидкий германий — это металлический проводник с электропроводностью, подобной проводимости жидкой ртути.
Большая часть химии германия характерна для неметаллов. Неясно, образует ли германий катион, за исключением сообщений о существовании иона Ge2+ в нескольких эзотерических соединениях. Он может образовывать сплавы с такими металлами, как алюминий и золото. Он демонстрирует меньшую тенденцию к анионному поведению, чем обычные неметаллы. Химический состав его раствора характеризуется образованием оксианионов. Германий обычно образует четырёхвалентные (IV) соединения, а также может образовывать менее стабильные двухвалентные (II) соединения, в которых он ведёт себя больше как металл. Получены германиевые аналоги всех основных типов силикатов. О металлическом характере германия свидетельствует также образование различных солей оксокислот. Описаны фосфат [(HPO4)2Ge · H2O] и высокостабильный трифторацетат Ge(OCOCF3)4, а также Ge2(SO4)2, Ge(ClO4)4 и GeH2(C2О4)3. Оксид GeO2 является полимерным, амфотерным и образует стекло. Диоксид растворим в кислых растворах (монооксид GeO, тем более), и это иногда используется для классификации германия как металла. До 30-х годов прошлого века германий считался плохо проводящим металлом; он иногда классифицировался как металл более поздними авторами. Как и все элементы, обычно называемые металлоидами, германий имеет установленную металлоорганическую химию (см. Химия органогермания).

### Мышьяк
Мышьяк — твёрдое вещество серого цвета с металлическим оттенком. Он имеет плотность 5,727 г/см3, является хрупким и умеренно твёрдым (больше, чем у алюминия; меньше, чем у железа). Он устойчив на сухом воздухе, но на влажном воздухе образует золотисто-бронзовую патину, которая при дальнейшем воздействии чернеет. Мышьяк реагирует с азотной кислотой и концентрированной серной кислотой. Он реагирует с плавленым едким натром с образованием арсената Na3AsO3 и газообразного водорода. Мышьяк возгоняется при 615 °C. Пар имеет лимонно-жёлтый цвет и пахнет чесноком. Мышьяк плавится только под давлением 38,6 атм, при 817 °C. Это полуметалл с электропроводностью около 3,9 × 10 4 См • см−1 и перекрытие зон 0,5 эВ. Жидкий мышьяк — это полупроводник с шириной запрещённой зоны 0,15 эВ.
По химическому составу мышьяк преимущественно неметаллический. Неясно, образует ли мышьяк катион. Его многие металлические сплавы в основном хрупкие. Он демонстрирует меньшую тенденцию к анионному поведению, чем обычные неметаллы. Химия его раствора характеризуется образованием оксианионов. Мышьяк обычно образует соединения со степенью окисления +3 или +5. Галогениды, оксиды и их производные являются иллюстративными примерами. В трёхвалентном состоянии мышьяк проявляет некоторые металлические свойства. Галогениды гидролизуются водой, но эти реакции, особенно реакции хлорида, обратимы при добавлении галогенводородной кислоты. Оксид является кислым, но, как указано ниже, (слабо) амфотерным. Более высокое, менее стабильное пятивалентное состояние обладает сильнокислотными (неметаллическими) свойствами. По сравнению с фосфором, на более сильный металлический характер мышьяка указывает образование солей оксокислот, таких как AsPO4, As2(SO4)3 и ацетат мышьяка As(CH3COO)3. Оксид As2O3 является полимерным, амфотерным и образует стекло. Мышьяк имеет обширную металлоорганическую химию (см. Химия органических соединений).

### Сурьма
Сурьма — это серебристо-белое твёрдое вещество с голубым оттенком и сверкающим блеском. Она имеет плотность 6,697 г/см3, является хрупкой и умеренно твёрдой (больше, чем мышьяк; меньше, чем железо; примерно так же, как медь). Устойчива на воздухе и влаге при комнатной температуре. Она подвергается действию концентрированной азотной кислоты с образованием гидратированного пятиокиси Sb2O5. Царская водка даёт пентахлорид SbCl5, а горячая концентрированная серная кислота даёт сульфат Sb2(SO4)3. На неё не действует расплавленная щелочь. Сурьма способна вытеснять водород из воды при нагревании: 2Sb + 3H2O → Sb2O3 + 3H2. Плавится при 631 °C. Сурьма — это полуметалл с электропроводностью около 3,1 × 104 См • см−1 и перекрытием зон 0,16 эВ. Жидкая сурьма — это металлический проводник с электропроводностью около 5,3 × 10 4 См • см−1.
Большая часть химии сурьмы характерна для неметаллов. Сурьма имеет определённую катионную химию, SbO+ и Sb(OH)2+ присутствуют в кислых водных растворах; соединение Sb8(GaCl4)2, которое содержит гомополикатион Sb82+, было получено в 2004 году. Она может образовывать сплавы с одним или несколькими металлами, такими как алюминий, железо, никель, медь, цинк, олово, свинец и висмут. Сурьма менее склонна к анионному поведению, чем обычные неметаллы. Химия его раствора характеризуется образованием оксианионов. Как и мышьяк, сурьма обычно образует соединения со степенью окисления +3 или +5. Галогениды, оксиды и их производные являются иллюстративными примерами. Состояние +5 менее стабильнее, чем +3, но относительно легче достижимо, чем с мышьяком. Это объясняется плохим экранированием, которое обеспечивает ядру мышьяка его 3d10 электроны. Для сравнения, тенденция сурьмы (как более тяжёлого атома) к более лёгкому окислению частично компенсирует эффект её оболочки 4d10. Трипозитивная сурьма — амфотерная; пентапозитивная сурьма (преимущественно) кислая. В соответствии с увеличением металлического характера в группе 15 сурьма образует соли или солеподобные соединения, включая нитрат Sb(NO3)3, фосфат SbPO4, сульфат Sb2(SO4)3 и перхлорат Sb(ClO4)3. В остальном кислый пентоксид Sb2O5 проявляет некоторое основное (металлическое) поведение, поскольку он может растворяться в очень кислых растворах с образованием оксикатиона SbO
2+. Оксид Sb2O3 является полимерным, амфотерным и образует стекло. Сурьма имеет обширный металлорганический состав (см. Химия сурьмы).

### Теллур
Теллур — это серебристо-белое блестящее твёрдое вещество. Он имеет плотность 6,24 г/см3, является хрупким и самым мягким из общепризнанных металлоидов, немного твёрже серы. Крупные куски теллура устойчивы на воздухе. Тонкоизмельчённая форма окисляется воздухом в присутствии влаги. Теллур вступает в реакцию с кипящей водой или в свежем виде даже при 50 °C с образованием диоксида и водорода: Te + 2H2O → TeO2 + 2H2. Он реагирует (в разной степени) с азотной, серной и соляной кислотами с образованием таких соединений, как сульфоксид TeSO3 или теллуристая кислота H2TeO3, щёлочный нитрат (Te2O4H)+(NO3)-, или сульфат оксида Te2O3(SO4). Он растворяется в кипящих щёлочах с образованием теллурита и теллурида: 3Te + 6KOH = K2TeO3 + 2K2Te + 3H2O, реакция, которая протекает или является обратимой при повышении или понижении температуры.
При более высоких температурах теллур достаточно пластичен для экструзии. Плавится при 449,51 °C. Кристаллический теллур имеет структуру, состоящую из параллельных бесконечных спиральных цепочек. Связь между соседними атомами в цепи ковалентная, но есть свидетельства слабого металлического взаимодействия между соседними атомами разных цепочек. Теллур — это полупроводник с электропроводностью около 1,0 См • см−1 и шириной запрещённой зоны от 0,32 до 0,38 эВ. Жидкий теллур представляет собой полупроводник с электропроводностью при плавлении около 1,9 × 103 См • см−1. Перегретый жидкий теллур — металлический проводник.
Большая часть химии теллура характерна для неметаллов. Он показывает некоторое катионное поведение. Диоксид растворяется в кислоте с образованием иона тригидроксотеллура(IV) Те(ОН)3+; красные ионы Te42+ и желто-оранжевые ионы Te62+ образуются, когда теллур окисляется фтористоводородной кислотой (HSO3F) или жидким диоксидом серы (SO2) соответственно. Он может образовывать сплавы с алюминием, серебром и оловом. Теллур проявляет меньшую тенденцию к анионному поведению, чем обычные неметаллы. Химический состав его раствора характеризуется образованием оксианионов. Теллур обычно образует соединения, в которых он имеет степень окисления −2, +4 или +6. Состояние +4 — самое стабильное. Теллуриды состава XxTey легко образуются с большинством других элементов и представляют собой наиболее распространённые минералы теллура. Нестехиометрия широко распространена, особенно с переходными металлами. Многие теллуриды можно рассматривать как металлические сплавы. Увеличение металлического характера, очевидное для теллура, по сравнению с более лёгкими халькогенами, далее отражается в сообщениях об образовании различных других солей оксикислот, таких как основной селенат 2TeO2 · SeO3 и аналогичные перхлорат и периодат 2TeO2 · HXO4. Теллур образует полимерный, амфотерный и стеклообразный оксид TeO2. Это «условный» стеклообразующий оксид — он образует стекло с очень небольшим количеством добавки. Теллур имеет обширную металлоорганическую химию (см. Химия теллура).

## Элементы, менее известные как металлоиды

### Углерод
Углерод обычно классифицируется как неметалл, но имеет некоторые металлические свойства и иногда классифицируется как металлоид. Гексагональный углерод (графит) является наиболее термодинамически стабильным аллотропом углерода в условиях окружающей среды. Он имеет блестящий вид и является довольно хорошим проводником электричества. Графит имеет слоистую структуру. Каждый слой состоит из атомов углерода, связанных с тремя другими атомами углерода в гексагональной решётке. Слои сложены вместе и свободно удерживаются силами Ван-дер-Ваальса и делокализованными валентными электронами.
Подобно металлу, проводимость графита в направлении его плоскостей уменьшается с повышением температуры; он имеет электронную зонную структуру полуметалла. Аллотропы углерода, включая графит, могут принимать чужеродные атомы или соединения в свои структуры посредством замещения, интеркаляции или легирования. Полученные материалы называют «углеродными сплавами». Углерод может образовывать ионные соли, включая гидросульфат, перхлорат и нитрат (C+
24X-.2HX, где X = HSO4, ClO4; и C+
24NO-
3 .3HNO3). В органической химии углерод может образовывать сложные катионы, называемые карбокатионами, в которых положительный заряд находится на атоме углерода; примеры: CH3+ и CH5+ и их производные.
Углерод хрупкий и ведёт себя как полупроводник в направлении, перпендикулярном его плоскостям. Большая часть его химии неметаллическая; он имеет относительно высокую энергию ионизации и, по сравнению с большинством металлов, относительно высокую электроотрицательность. Углерод может образовывать анионы, такие как C4- (метанид), C
22- (ацетилид) и C
43- (сесквикарбид или аллиленид), в соединениях с металлами основных групп 1-3, а также с лантаноидами и актинидами. Его оксид CO2 образует угольную кислоту H2CO3.

### Алюминий
Алюминий обычно классифицируется как металл. Он блестящий, податливый и пластичный, а также обладает высокой электрической и теплопроводностью. Как и большинство металлов, он имеет плотноупакованную кристаллическую структуру и образует катион в водном растворе.
Обладает некоторыми необычными для металла свойствами; когда они рассматриваются вместе, то иногда используются в качестве основы для классификации алюминия как металлоида. Его кристаллическая структура показывает некоторые признаки направленных связей. Алюминий образует ковалентные связи в большинстве соединений. Оксид Al2O3 является амфотерным и условно образует стекло. Алюминий может образовывать анионные алюминаты, такое поведение считается неметаллическим по своему характеру.
Классификация алюминия как металлоида вызывает споры, учитывая его многочисленные металлические свойства. Таким образом, возможно, является исключением из мнемонического правила, что элементы, прилегающие к разделительной линии металл-неметалл, являются металлоидами.
Стотт называет алюминий слабым металлом. Он имеет физические свойства металла, но некоторые химические свойства неметалла. Стил отмечает парадоксальное химическое поведение алюминия: "Он напоминает слабый металл своим амфотерным оксидом и ковалентным характером многих его соединений. . . . Тем не менее, это очень электроположительный металл. … [с] высоким потенциалом отрицательного электрода «Moody говорит, что „алюминий находится на“ диагональной границе» между металлами и неметаллами в химическом смысле".

### Селен
Селен демонстрирует пограничные свойства между металлоидами и неметаллами.
Его наиболее стабильная форма, серый тригональный аллотроп, иногда называют «металлическим» селеном, потому что его электропроводность на несколько порядков больше, чем у красной моноклинной формы. Металлический характер селена дополнительно подтверждается его блеском и его кристаллической структурой, которая, как считается, включает в себя слабо «металлические» межцепочечные связи. Селен можно вытянуть в тонкие нити в расплавленном и вязком состоянии, что демонстрирует его нежелание приобретать «высокие положительные степени окисления, характерные для неметаллов». Он может образовывать циклические поликатионы (такие как Se
82+) при растворении в олеумах (свойство, которое наблюдается для серы и теллура), и гидролизованная катионная соль в виде перхлората тригидроксоселена (IV) [Se(OH)3]+ · ClO
4-.
Неметаллический характер селена проявляется в его хрупкости и низкой электропроводности (от ~ 10−9 до 10−12 См • см−1) высокоочищенной формы. Эта величина сопоставима или меньше, чем у неметалла брома (7,95 ⋅10–12 См • см−1). Селен имеет электронную зонную структуру полупроводника и сохраняет свои полупроводниковые свойства в жидкой форме. Он имеет относительно высокую электроотрицательность (2,55 по пересмотренной шкале Полинга). Его химический состав в основном состоит из неметаллических анионных форм Se2-, SeO
32- и SeO
42-.
Селен обычно описывается как металлоид в литературе по химии окружающей среды. Он перемещается в водной среде подобно мышьяку и сурьме; его водорастворимые соли в более высоких концентрациях имеют токсикологический профиль, аналогичный профилю мышьяка.

### Полоний
Полоний в некотором роде «отчётливо металлический». Обе его аллотропные формы являются металлическими проводниками. Он растворим в кислотах, образуя катион Po2+ розового цвета и вытесняет водород: Po + 2 H+ → Po2+ + H2. Известно много солей полония. Оксид PoO2 имеет преимущественно щелочную природу. Полоний — это слабый окислитель, в отличие от его легчайшего родственного по периоду кислорода: для образования аниона Po2- в водном растворе требуются сильно щёлочные условия.
Неясно, является ли полоний пластичным или хрупким, но предполагается, что он будет пластичным на основе расчёта упругих постоянных. Он имеет простую кубическую кристаллическую структуру. Такая структура имеет несколько систем скольжения и «приводит к очень низкой пластичности и, следовательно, к низкому сопротивлению разрушению».
Полоний проявляет неметаллический характер в своих галогенидах и по наличию полонидов. Галогениды обладают свойствами, обычно характерными для галогенидов неметаллов (летучие, легко гидролизуемые и растворимые в органических растворителях). Известно много полонидов металлов, полученных при совместном нагревании элементов на 500—1000 °C и содержащих анион Po2-.

### Астат
Как галоген, астат обычно классифицируется как неметалл. Он обладает некоторыми заметными металлическими свойствами и иногда вместо этого классифицируется либо как металлоид либо (реже) как металл. Сразу после его обнаружения в 1940 году первые исследователи сочли его металлом. В 1949 году он был назван самым благородным (трудно поддающимся восстановлению) неметаллом, а также относительно благородным (трудно поддающимся окислению) металлом. В 1950 году астат был описан как галоген и (следовательно) реактивный неметалл. В 2013 году на основе релятивистского моделирования было предсказано, что астат будет одноатомным металлом с гранецентрированной кубической кристаллической структурой.
Некоторые авторы прокомментировали металлическую природу некоторых свойств астата. Поскольку йод является полупроводником в направлении его плоскостей, и поскольку галогены становятся более металлическими с увеличением атомного номера, предполагалось, что астат будет металлом, если бы мог образовывать конденсированную фазу. Астат может быть металлическим в жидком состоянии на основании того, что элементы с энтальпией испарения (∆Hvap) более ~ 42 кДж/моль являются металлическими в жидком состоянии. К таким элементам относятся бор, кремний, германий, сурьма, селен и теллур. Расчётные значения ∆Hvap двухатомного астата составляют 50 кДж/моль или выше; двухатомный йод с ∆Hvap 41,71, почти не соответствует пороговому значению.
«Как и обычные металлы, он [астат] осаждается сероводородом даже из сильнокислых растворов и вытесняется в свободной форме из сульфатных растворов; он осаждается на катоде при электролизе». Дальнейшие признаки склонности астата вести себя как (тяжелый) металл: «… образование псевдогалогенидных соединений … комплексы катионов астата … комплексные анионы трёхвалентного астата … а также комплексы с различными органическими растворителями». Также утверждалось, что астат демонстрирует катионное поведение посредством стабильных форм At+ и AtO+ в сильнокислых водных растворах.
Некоторые из отмеченных свойств астата неметаллические. Было предсказано, что узкий диапазон температур для существования жидкой фазы обычно связан с неметаллическими свойствами (т. пл. 302 °C; 337 п. н. °C), хотя экспериментальные данные предполагают более низкую температуру кипения около 230 ± 3 °C. Бацанов приводит расчётную ширину запрещённой зоны астата 0,7 эВ; это согласуется с тем, что неметаллы (в физике) имеют разделённые валентную зону и зону проводимости и, таким образом, являются либо полупроводниками, либо изоляторами. Химический состав астата в водном растворе в основном характеризуется образованием различных анионных частиц. Большинство его известных соединений напоминают йод, который является галогеном и неметаллом. Такие соединения включают астатиды (XAt), астататы (XAtO3) и одновалентные межгалогенные соединения.
Рестрепо и др. сообщили, что астат больше похож на полоний, чем на галоген. Они сделали это на основе подробных сравнительных исследований известных и интерполированных свойств 72 элементов.

## Связанные понятия

### Близкие к металлоидам
В периодической таблице некоторые из элементов, смежных с общепризнанными металлоидами, хотя обычно классифицируются как металлы или неметаллы, составляют группу элементов близких по свойствам к металлоидам в английской литературе называемые near-metalloids и харектеризуются наличием металлоидных свойств. Слева от разделительной линии металл — неметалл к таким элементам относятся галлий, олово и висмут. Они демонстрируют необычные структуры упаковки, заметную ковалентную химию (молекулярную или полимерную) и амфотерные свойства. Справа от разделительной линии находятся углерод, фосфор, селен и йод. Они демонстрируют металлический блеск, полупроводниковые свойства и связывающие или валентные зоны с делокализованным характером. Это относится к их наиболее термодинамически стабильным формам в условиях окружающей среды: углерод в виде графита; фосфор как чёрный фосфор и селен как серый селен.

### Аллотропы
Различные кристаллические формы элемента называются аллотропами. Некоторые аллотропы, особенно элементы, расположенные (в терминах периодической таблицы) рядом или рядом с условной разделительной линией между металлами и неметаллами, демонстрируют более выраженное металлическое, металлоидное или неметаллическое поведение, чем другие. Существование таких аллотропов может усложнить классификацию этих элементов.
Олово, например, имеет два аллотропа: тетрагональное «белое» β-олово и кубическое «серое» α-олово. Белое олово — очень блестящий, пластичный и ковкий металл. Это стабильная форма при комнатной температуре или выше и имеет электрическую проводимость 9,17 × 104. См · см−1 (~ 1/6 проводимости меди). Серое олово обычно имеет вид серого микрокристаллического порошка, а также может быть получено в хрупких полублестящих кристаллических или поликристаллических формах. Это стабильная форма ниже 13,2 °C и имеет электрическую проводимость между (2-5) × 102 См · см−1 (~ 1/250-я часть белого олова). Серое олово имеет такую же кристаллическую структуру, что и алмаз. Оно ведёт себя как полупроводник (как если бы его ширина запрещенной зоны составляла 0,08 эВ), но имеет электронную зонную структуру полуметалла. Его называют либо очень плохим металлом, металлоидом, неметаллом либо близким к металлоидом элементом.
Алмазный аллотроп углерода явно неметаллический, полупрозрачный и имеет низкую электропроводность от 10 −14 до 10−16 См · см−1. Графит имеет электропроводность 3 × 104 См · см−1, цифра, более характерная для металла. Фосфор, сера, мышьяк, селен, сурьма и висмут также имеют менее стабильные аллотропы, которые демонстрируют различное поведение.

## Распространение, добыча и цены
| Z  | Элемент  | Грамм/тонна |
| -- | -------- | ----------- |
| 8  | Кислород | 461 000     |
| 14 | Кремний  | 282 000     |
| 13 | Алюминий | 82 300      |
| 26 | Железо   | 56 300      |
| 6  | Углерод  | 200         |
| 29 | Медь     | 60          |
| 5  | Бор      | 10          |
| 33 | Мышьяк   | 1,8         |
| 32 | Германий | 1.5         |
| 47 | Серебро  | 0,075       |
| 34 | Селен    | 0,05        |
| 51 | Сурьма   | 0,02        |
| 79 | Золото   | 0,004       |
| 52 | Теллур   | 0,001       |
| 75 | Рений    | 7 × 10 −10  |
| 54 | Ксенон   | 3 × 10 −11  |
| 84 | Полоний  | 2 × 10 −16  |
| 85 | Астат    | 3 × 10 −20  |

### Распространённость
В таблице приведены содержания элементов в земной коре, которые редко распознаются как металлоиды. Некоторые другие элементы включены для сравнения: кислород и ксенон (наиболее и наименее распространённые элементы со стабильными изотопами); железо и чеканные металлы медь, серебро и золото; и рений, наименее распространенные стабильные металлы (обычно наиболее распространённым металлом является алюминий). Были опубликованы различные количественные оценки; они часто в некоторой степени расходятся между собой.

### Добыча
Признанные металлоиды можно получить химическим восстановлением их оксидов или их сульфидов. Могут использоваться более простые или более сложные методы экстракции в зависимости от исходной формы и экономических факторов. Бор обычно получают восстановлением триоксида магнием: B2O3 + 3Mg → 2B + 3MgO; после вторичной обработки полученный коричневый порошок имеет чистоту до 97 %. Бор более высокой чистоты (> 99 %) получают нагреванием летучих соединений бора, таких как BCl3 или BBr3, либо в атмосфере водорода (2BX3 + 3H2 → 2B + 6HX), либо до температуры термического разложения. Кремний и германий получают из их оксидов нагреванием оксида с углеродом или водородом: SiO2 + C → Si + CO2; GeO2 + 2H2 → Ge + 2H2O. Мышьяк выделяется из пирита (FeAsS) или мышьяковистого пирита (FeAs2) путём нагревания; альтернативно, его можно получить из его оксида восстановлением углеродом: 2As2O3 + 3C → 2As + 3CO2. Сурьму получают из её сульфида восстановлением железом: Sb2S3 + 3Fe → 2Sb + 3FeS. Теллур получают из его оксида путём растворения его в водном растворе NaOH с образованием теллурита, а затем путём электролитического восстановления: TeO2 + 2NaOH → Na2TeO3 + H2O; Na2TeO3 + H2O → Te + 2NaOH + O2. Другой вариант — восстановление оксида путём обжига углеродом: TeO2 + C → Te + CO2.
Способы производства элементов, реже относящихся к металлоидам, включают естественную обработку, электролитическое или химическое восстановление или облучение. Углерод (в виде графита) встречается в естественных условиях и извлекается путем дробления материнской породы и всплытия более лёгкого графита на поверхность. Алюминий извлекается путем растворения его оксида Al2O3 в расплавленном криолите Na3AlF6, а затем путём высокотемпературного электролитического восстановления. Селен получают путём обжига селенидов чеканных металлов X2Se (X = Cu, Ag, Au) с кальцинированной содой с получением селенита: X2Se + O 2 + Na2CO3 → Na2SeO3 + 2X + CO2; селенид нейтрализуется серной кислотой H2SO4 с получением селеновой кислоты H2SeO3; это восстанавливается барботированием SO2 с получением элементарного селена. Полоний и астат производятся в ничтожных количествах при облучении висмута.

### Цены
Признанные металлоиды и их ближайшие соседи по таблице в большинстве своём стоят меньше серебра; только полоний и астат дороже золота из-за их значительной радиоактивности. По состоянию на 5 апреля 2014 года цены на небольшие образцы (до 100 г) кремния, сурьмы и теллура, а также графита, алюминия и селена в среднем составляют около одной трети стоимости серебра (1,5 доллара США за грамм или около 45 долларов США за унцию). Образцы бора, германия и мышьяка в среднем примерно в три с половиной раза дороже серебра. Полоний доступен по цене около 100 долларов за микрограмм. Залуцкий и Прушинский оценивают аналогичные затраты на производство астата. Цены на соответствующие элементы, продаваемые как товары, обычно в диапазоне от двух до трёх раз дешевле, чем цена образца (Ge), до почти в три тысячи раз дешевле (As).